# 26. maj
26. maj je 146. dan leta (147. v prestopnih letih) v gregorijanskem koledarju. Ostaja še 219 dni.

## Dogodki
- 1538 – Jean Calvin izgnan iz Ženeve
- 1805 – v milanski katedrali se Napoleon okrona za italijanskega kralja
- 1879 – s sporazumom v Gandamaku med Rusijo in Združenim kraljestvom nastane država Afganistan
- 1896:
  - Nikolaj II. postane ruski car
  - Charles Dow objavi prvo izdajo Industrijskega povprečja Dow Jones
- 1918 – ustanovljena Demokratična republika Gruzija
- 1923 – prva dirka 24 ur Le Mansa
- 1926 – Josip Perme odkrije Županovo jamo
- 1938 – Adolf Hitler v Wolfsburgu položi temeljni kamen za tovarno Volkswagen
- 1940 – začetek zavezniške evakuacije iz Dunquerqua
- 1942:
  - Združeno kraljestvo in ZSSR podpišeta sporazum o medsebojni pomoči
  - začetek uspešne nemško-italijanske ofenzive v Libiji
- 1955 – sovjetska delegacija pod vodstvom Nikite Sergejeviča Hruščova prvič po letu 1948 obišče Jugoslavijo
- 1961 – ustanovljen je Triglavski narodni park
- 1966 – Gvajana postane neodvisna država
- 1969 – Apollo 10 se po uspešnem 8-dnevnem testiranju komponent vrne na Zemljo
- 1970 – sovjetsko letalo Tupoljev 144 kot prvo komercialno vozilo preseže hitrost 2 machov
- 1972 – Sovjetska zveza in ZDA podpišeta sporazum SALT I o protibalističnih izstrelkih
- 1986 – Evropska unija sprejme zastavo z 12 zvezdicami na modrem ozadju
- 2011 – po šestnajstih letih iskanja v Srbiji aretirajo vojnega zločinca Ratka Mladića

## Rojstva
- 1264 – Korejasu, 7. japonski šogun († 1326)
- 1515 – Filip Neri, italijanski duhovnik, mistik in ustanovitelj kongregacije oratorijancev († 1595)
- 1566 – Mehmed III., turški sultan († 1603)
- 1650 – John Churchill, angleški vojskovodja († 1722)
- 1667 – Abraham de Moivre, francoski matematik († 1754)
- 1700 – Nikolaus Ludwig von Zinzendorf, nemški prenovitelj († 1760)
- 1764 – Edward Livingston, ameriški pravnik, državnik († 1836)
- 1822 – Edmond Louis Antoine Huot de Goncourt, francoski pisatelj († 1896)
- 1842 – Anton Tomšič, slovenski časnikar, urednik († 1871)
- 1873 – Arthur Robert Hinks, angleški astronom, geograf († 1945)
- 1877 – Sadao Araki, japonski general, državnik († 1966)
- 1878 – Dora Angela Duncanon - Isadora Duncan, ameriška plesalka († 1927)
- 1886 – Al Jolson, ameriški pevec, komedijant († 1950)
- 1887 – Albert Sirk, slovenski slikar († 1947)
- 1891 – Janez Jalen, slovenski pisatelj († 1966)
- 1895 – Dorothea Lange, ameriška fotografinja († 1965)
- 1899 – Otto Eduard Neugebauer, avstrijsko-ameriški matematik, astronom, zgodovinar astronomije († 1990)
- 1907 – John Wayne, ameriški filmski igralec († 1979)
- 1926 – Miles Davis, ameriški jazzovski glasbenik († 1991)
- 1928 – Jack Kevorkian, ameriški zdravnik († 2011)
- 1949 – Ward Cunningham, ameriški programer, izumitelj koncepta Wiki
- 1951 – Sally Kristen Ride, ameriška astronavtka († 2012)
- 1964 – Lenny Kravitz, ameriški glasbenik, pevec judovskega rodu
- 1966 – Helena Bonham Carter, angleška filmska igralka

## Smrti
- 735 – Beda Častitljivi, anglosaški zgodovinar, teolog, biblicist, pesnik in cerkveni učitelj (* 672/3)
- 946 – Edmund I., angleški kralj (* 921)
- 1055 – Adalbert Avstrijski, mejni grof (* 985)
- 1241 – Roger-Bernard II., okcitanski grof Foixa, izobčenec (* 1195)
- 1249 – Rihard iz Chietija, nezakonski sin Friderika II. (* 1225)
- 1339 – Aldona Litvanska, poljska kraljica (* 1309)
- 1362 – Ludvik I., neapeljski kralj (* 1320)
- 1512 – Bajazid II., sultan Osmanskega cesarstva (* 1447)
- 1648 – Vincent Voiture, francoski pesnik (* 1597)
- 1703 – Samuel Pepys, angleški državni uradnik (* 1633)
- 1742 – Pilip Orlik, hetman ukrajinskih kozakov (* 1672)
- 1762 – Alexander Gottlieb Baumgarten, nemški filozof, estetik (* 1714)
- 1824 – Capel Lofft, angleški pisatelj (* 1751)
- 1876
  - František Palacký, češki zgodovinar, politik (* 1798)
  - Wenxiang, kitajski državnik (* 1818)
- 1881 – Jakob Bernays, nemški filolog, filozof judovskega rodu (* 1824)
- 1883
  - Edward Sabine, irski astronom, fizik, ornitolog, raziskovalec (* 1788)
  - Abdel Kadir, alžirski upornik (* 1808)
- 1902 – Almon Brown Strowger, ameriški elektrotehnik, izumitelj (* 1839)
- 1908 – Mirza Gulam Ahmad, indijski islamski reformator in ustanovitelj verskega gibanja ahmadijancev (* 1835)
- 1924 – Victor Herbert, irsko-ameriški skladatelj (* 1859)
- 1926 – Simon Vasiljovič Petljura, ukrajinski vojskovodja in politik († 1879)
- 1933 – James Charlie »Jimmie« Rodgers, ameriški country pevec in kitarist (* 1897)
- 1939 – Josip Lenarčič, slovenski veleposestnik, politik in industrialec, (* 1856)
- 1945 – Ivan Zver, slovenski (prekmurski) tiskar (* 1900)
- 1951 – Lincoln Ellsworth, ameriški raziskovalec, inženir, znanstvenik (* 1880)
- 1955 – Alberto Ascari, italijanski avtomobilski dirkač (* 1918)
- 1976 – Martin Heidegger, nemški filozof (* 1889)
- 1995 – Isadore »Friz« Freleng, ameriški animator (* 1906)
- 1999 – Waldo Lonsbury Semon, ameriški kemik, izumitelj (* 1898)
- 2002 – Ivo Maček, hrvaški pianist, pedagog in akademik (* 1914)
- 2003 – Kathleen Winsor, ameriška pisateljica (* 1919)
- 2022 – Ray Liotta, ameriški igralec (* 1954)

## Prazniki in obredi
- Poljska – materinski dan

## Goduje
- Filip Neri